# Wilhelm Leopold Janssen (Politiker, 1891)
Wilhelm Leopold Janssen (* 20. November 1891 in Aachen; † 8. April 1945 in Westerbork) war ein preußischer Verwaltungsbeamter und im Jahr 1928 Landrat des Landkreises Aachen.

## Leben
Wilhelm Leopold Janssen war der Sohn des gleichnamigen Tuchfabrikanten in der Firma J. H. Kesselkaul Enkel und königlich italienischen Konsuls Wilhelm Leopold Janssen (* 4. Juli 1859 in Stettin; † 2. Februar 1915 in Aachen) und der Maria Dubusc, Tochter des Beigeordneten Bürgermeisters Carl Gerard Dubusc. Sein Großvater war der langjährige Landrat des Kreis Heinsberg, Wilhelm Leopold Janssen. Nach dem Besuch des Kaiser-Wilhelm-Gymnasiums studierte er Rechtswissenschaften in Lausanne, Freiburg im Breisgau und Bonn. Mit Ablegung des ersten Staatsexamens (1913) trat er als Referendar in den preußischen Justizdienst ein, wo er in Eupen und ab 1918 in Stolberg eingesetzt wurde. Am Ersten Weltkrieg nahm er von 1914 bis zu dessen Ende 1918 als Leutnant und zuletzt Leutnant der Reserve des Kürassier-Regiments Nr. 6 teil. Während des Kriegs wurde er verwundet und mit dem Eisernen Kreuz I. Klasse ausgezeichnet. 1921 promovierte er an der Universität Frankfurt mit einer Arbeit zur Stellung des Reichsoberhaupts unter der Weimarer Verfassung zum Dr. jur. Im Anschluss trat er zum 1. Dezember 1921 in den preußischen Verwaltungsdienst ein und fand bei der Regierung Aachen Beschäftigung. Dort erhielt er auch 1922 seine Ernennung zum Regierungsassessor. Während der Ruhrbesetzung verbüßte Janssen im Jahr 1923 wegen Organisation zum passiven Widerstand eine sechsmonatige Haftstrafe und wurde anschließend aus dem besetzten Rheinland ausgewiesen. Vorübergehend fand er bei der Regierung in Arnsberg und Barmen eine Anstellung, bevor er Ende 1924 wieder zur Regierung in Aachen zurückkehren konnte.
Diese beauftragte ihn im Mai 1928, nach der Wahl des bisherigen Heinsberger Landrats Erwin Classen zum neuen Landrat des Landkreises Aachen, diesen bis zu dessen praktischen Dienstbeginn im Oktober 1928 als Interimslösung zu vertreten. Bis November 1931 gehörte Janssen der Regierung Aachen an. Er schied mit seiner Wahl zum Beigeordneten der Stadt Aachen aus, zugleich gehörte er dem Stadtrat an. Im Mai 1937 aus politischen Gründen in den Ruhestand versetzt, fand er anschließend als Justitiar Beschäftigung in der Industrie. 1941 wurde Janssen zur Wehrmacht eingezogen, der er zuletzt als Rittmeister der Reserve angehörte.  Vier Tage vor der Befreiung des Durchgangslagers Westerbork, am 12. April 1945 durch kanadische Truppen, fiel er in Westerbork.
1922 trat Janssen in den Club Aachener Casino ein, zu dessen Ehrenmitglied er später ernannt wurde.
Familie
Der Katholik Wilhelm Leopold Janssen heiratete am 28. Juni 1922 in Aachen Anna Luise Klara Sträter (* 31. Dezember 1897 in Aachen; † 15. April 1992 ebenda), die Tochter des Geheimen Regierungsrat Carl Gottfried Eduard Sträter (* 3. Juli 1856 in Rheine; † 20. Oktober 1926 in Aachen) und der Paula, geb. Kesselkaul (* 12. Juni 1865 in Burscheid; † 18. Mai 1949 in Aachen). Ihr Sohn, der spätere Prof. Dr. jur. Friedrich Wilhelm Fritz Janssen (* 3. Juli 1926 in Aachen; † 22. August 1992 ebenda), studierte ebenfalls Rechtswissenschaften. Im Jahr 1966 war er als Kreiskämmerer wie sein Vater im Dienst des Landkreises Aachen. Seine Schwester Elisabeth Janssen arbeitete als Bibliothekarin im Stadtarchiv Aachen und war Ehrenmitglied im Aachener Geschichtsverein. Ein Schwager Wilhelm Leopold Janssens war Hermann Sträter, der 1944/45 den Landkreis Aachen leitete. Die Familie Wilhelm Leopold Janssen fand ihre letzte Ruhestätte auf dem Heißbergfriedhof Burtscheid/Aachen.

## Schriften
- Das Reichsoberhaupt nach der Verfassung des deutschen Reiches vom 11. August 1919. (=zugleich Dissertation Universität Frankfurt, 1921)
- mit Eduard Arens: Geschichte des Club Aachener Casino. Aachen 1937 (2. Aufl. hrsg. von Elisabeth Janssen und Felix Kuetgens, 1964)
- Geschichte der Firma „J. H. Kesselkaul Enkel“... Tuchfabrik in Aachen 1815–1940. Ein Beitrag zur Geschichte der Aachener Tuchfabrikation. Aachen 1940
- Die Nachkommen von Johann Heinrich Kesselkaul und Johanna Gertrud Graaff aus Aachen. Aachen 1940